# Landjäger (Film)
Landjäger ist eine deutsche Tragikomödie von Lilli Thalgott aus dem Jahr 2021. Der Film wurde am 27. Oktober 2021 bei den Internationalen Hofer Filmtagen uraufgeführt.

## Handlung
Martin und Constanze Brandis fahren zu Martins 60. Geburtstag zu einem Ferienhaus in der Uckermark. In einer Kneipe, dem Pizza Saloon, holen sie den Schlüssel ab und lernen hier Besitzerin Gaby Hoppe kennen. Jurist Martin möchte in dem Ferienhaus ein ruhiges Wochenende verbringen und ohne Internetanschluss einfach nur mit ihr und einem Freund angeln. Constanze hätte lieber in Hamburg gefeiert, sie hat gerade ihren Job verloren und befindet sich in eine Midlife-Crisis. Sie versucht Martin zu einem gesünderen Leben zu motivieren, Martin liebäugelt damit, in der abgeschiedenen Idylle ein Haus zu kaufen.
Zur gleichen Zeit verfolgt im Wald ein Mann mit Helm und Gewehr einen schwarzen Mann. Es stellt sich nach und nach heraus, dass die beiden einer Art Spiel nachgehen, unterschiedliche Objekte einsammeln und Zwischenziele erreichen. In Hamburg bricht Martins Schulfreund und jetziger Late-Night-Talkmaster Daniel mit seiner neuen Liebschaft, seiner 30 Jahre jüngeren Assistentin Lena, Richtung Ferienhaus auf. Sie werden von einem Personenschützer chauffiert, da es gerade eine Bedrohungslage bei dem Sender gibt.
Als der gejagte Schwarze nach Einbruch der Dunkelheit plötzlich beim Ferienhaus klopft, sind Martin und Constanze ziemlich konsterniert. Sie möchte ihm sofort helfen, Martin ist da eher vorsichtig. Sie geben ihm etwas zu essen, kommunizieren können sie nur mit Händen und Füßen. Als Daniel und Lena eintreffen, wirkt die Szene noch skurriler. An der Tür klopf der Mann mit Helm und Gewehr und fragt, ob sie jemand Unbenannten in ihrem Haus hätten. Im selben Moment verschwindet der Schwarze durch die Hintertür. Constanze macht sich Sorgen und bricht nach kurzer Diskussion mit Lena auf, um nach dem Mann zu suchen, den sie in Gefahr wähnen. Martin und Daniel bleiben im Haus zurück.
Constanze und Lena fahren zum Pizza Saloon, wo sie von Gaby erfahren, dass hier nur ein Spiel stattfand. Sie ist ziemlich aufgebracht, wie man so etwas nur machen könne, nichtsahnende Menschen in so etwas hineinzuziehen. Der gejagte John Harms und seine Freundin feiern ihren Sieg, sie macht ihm später noch einen Heiratsantrag. Constanze bricht wieder zum Haus auf, Lena entscheidet sich, in der Kneipe zu bleiben und ihr Leben zu verändern.
Constanze trifft im Haus auf die beiden kiffenden Freunde und klärt sie über Situation auf. Martin offenbart ihr, dass er das Haus schon fast gekauft habe. Constanze geht schließlich mit Martin angeln, während Daniel wiederholt versucht, Lena telefonisch zu erreichen.

## Produktionsnotizen
Der Film wurde an drei Tagen mit neun Schauspielern und fünf Kameraleuten gedreht.

## Rezeption
Das Lexikon des internationalen Films bewertet den Film mit 3 von 5 Sternen und schreibt: „Eine in drei Tagen von einer eingespielten Improvisations-Theatergruppe gedrehte Low-Budget-Tragikomödie. In Inszenierung und Handlung ohne höhere Ambitionen, aber amüsant und stellenweise auch tieferlotend.“